# Luciano Berio
Luciano Berio (Imperia, 24 de octubre de 1925 - Roma, 27 de mayo de 2003) fue un compositor italiano modernista y uno de los principales representantes de la vanguardia musical europea. Es reconocido por su trabajo en la música experimental, particularmente su Sinfonía para orquesta, y también fue un pionero en la música electrónica.

## Biografía
Luciano Berio nació en Oneglia(hoy día llamado Borgo d'Oneglia, un pequeño pueblo a 3 km al norte de la ciudad de Imperia). Recibió sus primeras clases de piano de su padre y su abuelo que eran organistas. Durante la Segunda Guerra Mundial fue reclutado por el ejército, pero en su primer día de servicio fue herido en una mano mientras aprendía a usar la pistola. Después de un tiempo en un hospital militar, escapó y se integró a la lucha en grupos antinazis.
Después de la guerra, Berio estudió en el Conservatorio de Milán con Giulio Cesare Paribeni y Giorgio Federico Ghedini. Abandonó los estudios de piano debido a la herida en su mano y se concentró en la composición. En 1947 se estrenó en público uno de sus primeros trabajos, una suite para piano.
Berio se ganó la vida durante ese tiempo acompañando clases de canto. Así conoció a su primera mujer, la mezzo-soprano estadounidense Cathy Berberian con quien contraería matrimonio en 1950, poco después de graduarse (se divorciaron en 1964). Berio escribió numerosas piezas en las que explotaba la única y versátil voz de su esposa.
En 1951 viajó a los Estados Unidos para estudiar con Luigi Dallapiccola en Tanglewood, quien le despertó interés por el serialismo. Posteriormente acudió a los «Internationale Ferienkurse für Neue Musik» («Cursos Internacionales de Verano de Música Contemporánea») de Darmstadt, donde conoció a Pierre Boulez, Karlheinz Stockhausen, György Ligeti y Mauricio Kagel. Comenzó a interesarse en la música electrónica, fundando con Bruno Maderna, en 1955, el Studio di Fonologia, un estudio de música electrónica en Milán. Invitó a varios compositores significativos a trabajar allí, como Henri Pousseur y John Cage. También creó una publicación sobre música electrónica, Incontri Musicali.
En 1960, Berio volvió a Tanglewood, esta vez como compositor residente, y en 1962, invitado por Darius Milhaud, ingresó como profesor en el Mills College en Oakland, California. En 1965 comenzó a impartir clases en el Juilliard School y allí fundó el Juilliard Ensemble, un grupo dedicado a interpretar música contemporánea. En ese mismo año, Berio se casó por segunda vez, esta vez con la notoria filósofa Susan Oyama (de quien se divorció en 1971). Entre sus estudiantes se encontraban Louis Andriessen, Steve Reich, Luca Francesconi y Phil Lesh (de la banda Grateful Dead).
Durante todo este tiempo, Berio estuvo constantemente componiendo y forjándose su reputación, ganando el Premio Italia en 1966 por Laborintus II. Su labor como compositor quedó consolidada cuando su Sinfonía fue estrenada en 1968.
En 1972, Berio regresó a Italia. Desde 1974 hasta 1980 fue director de la sección de electroacústica del IRCAM en París, y en 1977 contrajo matrimonio por tercera vez, ahora con la musicóloga Talia Pecker. En 1987 creó Tempo Reale en Florencia, un centro con intenciones similares al IRCAM. Le dio clase en esta ciudad a la compositora Karen Tanaka
En el año 1989 le fue concedido el Premio Ernst Siemens, en 1991 el Premio de la Fundación Wolf de las Artes y en 1994 se convirtió en Distinguido Compositor Residente en la Universidad Harvard, manteniendo este cargo hasta el 2000. En el año 1996 le fue concedido el Praemium Imperiale y, en el año 2000, fue nombrado presidente y superintendente de la Accademia Nazionale di Santa Cecilia de Roma. Continuó componiendo hasta el final de su vida. Luciano Berio falleció en el 2003 en un hospital de Roma.

## La música de Berio

### Obras originales
Las obras electrónicas de Berio datan en su mayor parte de su estancia en el Studio di Fonologia de Milán. Uno de los más influyentes trabajos que produjo allí fue Thema (Omaggio a Joyce) (1958), basado en una lectura de su primera esposa Cathy Berberian de la novela de James Joyce Ulises. En un trabajo posterior, Visage (1961) Berio creó un lenguaje emotivo sobre la base de cortes y modificaciones de una grabación de la voz de Cathy Berberian.
En 1968, Berio completa O King, un trabajo del que existen dos versiones: una para voz, flauta, clarinete, violín, violonchelo y piano, y otra para ocho voces y orquesta. Esta pieza está creada en memoria de Martin Luther King, que fue asesinado poco antes de componerla. En ella, las voces entonan primero las vocales y después las consonantes, para después todas juntas enlazar su nombre en los últimos compases. 
La versión orquestal de O King fue integrada, poco después de terminada, en la que quizá sea la composición más famosa de Berio, la Sinfonía (1968-69), para orquesta y ocho voces amplificadas (un doble cuarteto vocal con micrófonos). En esta obra las voces no son utilizadas en la forma tradicional; no solo hacen el típico canto entonado, sino que las voces recitan, susurran y gritan palabras de Claude Lévi-Strauss (cuya obra Le cru et le cuit proporciona gran parte del texto), Samuel Beckett (de su novela El innombrable), instrucciones de partituras de Gustav Mahler y otros textos. La obra es uno de los paradigmas de la técnica de collage y una de las más populares de Berio.
A-Ronne (1974) es un collage similar pero más directamente enfocado en la voz. Originalmente fue escrito como un programa de radio para cinco actores y en 1975 fue reelaborado para ocho vocalistas y una parte para teclado opcional. Esta obra es una de las numerosas colaboraciones con el poeta Edoardo Sanguineti, quien dio a esta pieza un texto lleno de citas cuyas fuentes incluyen a la Biblia, T. S. Eliot o Karl Marx.

### Coro
Otro ejemplo de la influencia de Sanguineti es la amplia obra Coro, para orquesta, voces solistas y un gran coro, cuyos integrantes son emparejados con instrumentos de la orquesta. La obra durante un poco más de una hora, y explora un número de temas vinculados a la música folclórica de una variedad de regiones: Chile, Norteamérica, África. Temas recurrentes son la expresión del amor y la pasión; el dolor de ser separados de los que amamos; la muerte de una esposa o esposo. Una línea repetida es "venid y ved la sangre en las calles", una referencia al poema de Pablo Neruda "Explico algunas cosas", escrito en el contexto del comienzo de la guerra civil española.
Entre otras composiciones de Berio se encuentran Circles (1960) y Recital I (for Cathy) (1972), todas escritas para Berberian, y varias obras teatrales, como la ópera Un re in ascolto, con la singular colaboración de su compatriota Italo Calvino.

### Sequenzas
Berio también produjo obras en las que no se cita otros trabajos. Quizá la más conocida sea la serie de trabajos para instrumentos solistas bajo el nombre de Sequenza; la primera, Sequenza I fue realizada en 1958 para flauta. La última, Sequenza XIV (2002) fue compuesta para violonchelo solo. Berio afirma que estas obras están escritas para "el único tipo de virtuoso que es aceptable hoy en día, sensible e inteligente" y agrega que debe poseer "los más altos niveles de virtuosismo técnico e intelectual". Los trabajos exploran de lleno las posibilidades de cada instrumento. 
Las distintas Sequenza son:
- Sequenza I para flauta (1958)
- Sequenza II para arpa (1963)
- Sequenza III para voz femenina (1965) escrita para Cathy Berberian
- Sequenza IV para piano (1966)
- Sequenza V para trombón (1965)
- Sequenza VI para viola (1967)
- Sequenza VII para oboe (1969) escrita para Heinz Holliger. Fue retrabajada como Sequenza VIIb para saxofón soprano
- Sequenza VIII para violín (1976)
- Sequenza IX para clarinete (1980), retrabajada en 1981 como Sequenza IXb para saxofón alto, y en 1980 como Sequenza IXc para Clarinete bajo.
- Sequenza X para trompeta en Do y resonancia de piano (1984)
- Sequenza XI para guitarra (1987-88)
- Sequenza XII para fagot (1995)
- Sequenza XIII para acordeón "Chanson" (1995)
- y Sequenza XIV para violonchelo (2002)

### Obras escénicas
- Opera (1970, revisada 1977)
- La vera storia (1982)
- Un re in ascolto (1984)
- Vor, während, nach Zaide (1995; Preludio, interludio y final para un fragmento de ópera de Mozart)
- Outis (1996)
- Cronaca del luogo (1999)
- Turandot (2001; final para la ópera de Puccini)

### Adaptaciones y transcripciones
Berio ha adaptado sus propias composiciones: la serie Sequenze (Secuencias) dio lugar a una serie de trabajos llamada Chemins (Caminos), cada uno de ellos basado en uno de Sequenza. Por ejemplo, Chemins II (1967) toma la Sequenza VI del mismo año para viola y la adapta para solo de viola y otros nueve instrumentos. Chemins II es así mismo transformada en Chemins III (1968) añadiendo una orquesta, y también existe Chemins IIb, una versión de Chemins II sin solo de viola pero con un conjunto más amplio, y Chemins IIc, que añade un solo de clarinete bajo a Chemins IIb. Las Sequenze también han dado luz a otras nuevas obras con otros títulos: Corale (1981), por ejemplo, está basado en la Sequenza VIII.
Además de sus propias obras y adaptaciones, Berio es conocido por realizar numerosos arreglos de obras de otros compositores, tales como Claudio Monteverdi, Henry Purcell, Johannes Brahms, Gustav Mahler y Kurt Weill. Para su primera mujer escribió Folk Songs (1964) una colección de arreglos de canciones populares y folclóricas. También escribió un final para la ópera de Giacomo Puccini Turandot (estrenada en Santa Cruz de Tenerife (Islas Canarias) - España el 26 de enero de 2002 y ese mismo año en Ámsterdam y Salzburgo); y en Rendering (1989) tomó los pocos bosquejos que Franz Schubert hizo para su Sinfonía No. 10, y los terminó añadiendo música derivada de otras obras de Schubert.
De hecho, la  (música) es una parte vital de las obras "creativas" de Berio. En "Two Interviews", Berio expresa que lo que un curso de Escuela en transcripción debería buscar, no es solamente mirando a Franz Liszt, Ígor Stravinski, Johann Sebastian Bach, él mismo y otros, sino extender a la composición lo que es la transcripción de uno mismo. En este punto, Berio rechaza y abandona la noción de "collage", prefiriendo tomar la posición de "transcriptor", arguyendo que "collage" implica un cierto abandono arbitrario al cuidadoso control de su ejecución altamente intelectual, que se da especialmente en su Sinfonía, prefiriendo más sus otras obras "desconstructivas". Entonces, cada cita evoca cuidadosamente el contexto de la obra original, creando una red abierta, pero abierta a referentes altamente específicos y una vigorosamente definida, si re-generativa, relación significante-significado. "No estoy interesado en collages, y sólo echó mano de ellos sólo cuando lo hago con mis hijos: entonces son un ejercicio de relativizar y "descontextualizar" imágenes, un ejercicio elemental cuyo saludable cinismo no debería hacer daño a nadie" dice Berio a la entrevistadora Rossana Dalmonte, en la que se lee como intenta distanciarse de la imagen caótica que muchos descuidados analistas de segunda mano tienen de él.
Tal vez, la mayor contribución que hizo Berio a la Segunda Guerra Mundial fue la música no serial experimental, que corrió alrededor de su música, y con un compromiso hacia el mundo más amplio de la teoría crítica (personificado por su amistad de por vida con el lingüista y teórico crítico Umberto Eco) a través de sus composiciones. Las obras de Berio, a menudo son actos de análisis: análisis de los mitos de forma deliberada, historias, componentes de las propias palabras, sus composiciones, o preexistentes obras musicales.En otras palabras no es solo una composición de "collage" que transmite significado; es la composición particular del componente de "imagen- sonido" la que transmite significado, incluso con un contenido extramusical. La técnica del "collage", se asocia con un proceso menos neutral y más un proceso consciente, Joycean procesa el análisis con la composición como una forma de transcripción analítica de los cuales Sinfonía y Los Chemins son los ejemplos más destacados. Berio a menudo ofrece a sus compositores una forma académica o un discurso cultural en sí mismo y no como una mera pensamiento para ellos.
Entre otras composiciones de Berio destacan Circles (1960), Sequenza III (1966), y Considerando I (por Cathy) (1972), todas ellas escritas para Berberian, y una serie de obras de teatro como Un rey escucha, una colaboración con Italo Calvino, entre los más conocidos.
"El enfoque fundamental central" de Berio, es con la voz, el piano, la flauta y las cuerdas. Escribió muchas obras notables para piano, que varían de las piezas solistas de concierto (puntos en la curva de encontrar, concierto para dos pianos y Coro, que tiene una columna vertebral fuerte de material armónico y melódico enteramente basado en la parte de piano ).
Entre sus obras menos conocidas, Berio hace uso de una polifonía muy distinguible pero única para Berio que desarrolla una variedad de formas. Esto ocurre en varias obras, pero lo más reconocible se encuentra en composiciones para pequeñas combinaciones. Como por ejemplo: para los sonidos de flauta, arpa, clarinete, chelo, violín y electrónicos; Agnus, durante tres clarinetes y voces; Tempi concertanti para flauta y cuatro grupos instrumentales, Línea, para marimba, vibráfono y dos pianos; y Chemins IV, para cuerdas once y oboe, así como " Canticum novissimi Testamenti " para 8 voces, 4 clarinetes y cuarteto de saxofones.

## El significado de Berio
Probablemente la contribución más destacada al mundo de la música experimental no serial de la postguerra, que se refleja en muchas sus composiciones, es su asociación con un amplio mundo de la teoría crítica (epitomizada por su larga amistad con el lingüista y crítico teórico Umberto Eco) en su música. Las obras de Berio son entonces actos analíticos: mitos deliberadamente analizados, historias, los componentes de las palabras mismas, u obras musicales preexistentes. En otras palabras, no es solo en la composición del "collage" en la que convergen los significados, es la particular composición del componente "sonido-imagen" que converge en un significado, incluso significado extra-musical. La técnica del "collage" que está asociado a él, entonces, antes que un proceso neutral es un proceso consciente, joyceano de análisis-por-composición, una forma de transcripción analítica de las que la Sinfonía y los Chemins son los ejemplos más pruritos. Entonces, Berio ofrece sus composiciones como formas de discurso académico o cultural más que un "mero" forraje para ellos.

## Catálogo de obras
| Año        | Obra | Tipo de obra                         | Duración |
| 1937       | Pastorale, para piano | Música solista (piano)               |          |
| 1939       | Toccata, para piano | Música solista (piano)               |          |
| 1944       | Preludio a una festa marina, para orquesta de cuerda | Música orquestal (cámara)            |          |
| 1946       | Due cori popolari, para coro | Música vocal                         |          |
| 1946       | O bone Jesu, para coro | Música vocal                         |          |
| 1946       | L'annunciazione, para soprano y orquesta de cámara | Música vocal                         |          |
| 1946       | Tre lirichi greche, para voz y piano | Música vocal (piano)                 |          |
| 1946-47    | Tre canzoni popolari, para voz y piano (en 1952 se agregó una cuarta canción, cambiando el título a Quattro canzoni popolari; arreglos de dos canciones, ""Ballo"" y ""La donna ideale"", se incorporan a Folk Songs (1964)" | Música vocal (piano)                 | 12:00    |
| 1947       | Tre pezzi, para tres clarinetes | Música solista (clarinete)           |          |
| 1947       | Berio Family Album. Petite suite for piano (publicado con composiciones de Adolfo Berio y Ernesto Berio), para piano a 4 manos                                                                                               | Música solista (piano, 2)            | 20:00    |
| 1947       | Due liriche, para voz y orquesta | Música vocal (orquesta)              |          |
| 1948       | Ad Hermes, para voz y piano | Música vocal (piano)                 |          |
| 1948       | Trio, para trío de cuerda | Música de cámara (trío)              |          |
| 1948       | Quintetto, para quinteto de viento | Música instrumental (conjunto)       |          |
| 1949       | Magnificat, para 2 sopranos, coro y orquesta | Música coral (orquesta)              | 13:00    |
| 1949       | Due pezzi sacri, para dos sopranos, piano, dos arpas, timbales de concierto y 12 campanas | Música instrumental (conjunto)       |          |
| 1949-50    | Concertino, para solo clarinete, solo violín, arpa, celesta y cuerdas (revisado 1970) | Música instrumental (conjunto)       | 11:00    |
| 1950       | Quartetto, para cuarteto de viento | Música instrumental (conjunto)       |          |
| 1950       | Tre vocalizzi, para voz y piano | Música vocal (piano)                 |          |
| 1950-51    | Opus Number Zoo, para recitador y quinteto de viento (1951; revisado 1971) | Música instrumental (conjunto)       | 07:00    |
| 1950-52    | El mar, la mar (Rafael Alberti), para dos sopranos y cinco instrumentos (reducción para dos sopranos y piano (1953); arreglo para soprano, mezzo-soprano y siete instrumentos, 1969).                                        | Música vocal (orquesta)              | 12:00    |
| 1951       | Sonatina, para cuarteto de viento (esbozo) | Música vocal (piano)                 |          |
| 1951       | Due pezzi, violín y piano | Música instrumental (violín y piano) | 08:00    |
| 1951       | Due liriche di García Lorca, para bajo y orquesta | Música vocal (orquesta)              |          |
| 1951       | Deus meus, para voz y tres instrumentos | Música vocal                         |          |
| 1951-52    | Quattro canzoni popolari, para voz y piano (las Tre canzoni popolari de 1947, con una cuarta canción agregada; arreglos de dos canciones, Ballo y La donna ideale, se incorporan a Folk Songs, 1964)                         | Música vocal (piano)                 | 12:00    |
| 1952       | Study, para cuarteto de cuerda | Música de cámara (cuarteto)          |          |
| 1952-53    | Chamber music, soprano y conjunto | Música orquestal (cámara)            | 08:30    |
| 1952-53    | Cinque Variazioni, para piano (revisado 1966) | Música solista (piano)               | 08:00    |
| 1952-59    | Allez-hop, pantomima musical (racconto mimico) para orquesta (revisado 1968); incorpora material de Mimusique No.2, 1955) | Música escénica (opera)              | 28:00    |
| 1953       | Mimusique I, música electroacústica | Música Electroacústica               |          |
| 1954       | Nones, para orquesta | Música orquestal                     | 10:00    |
| 1954       | Variazioni, para orquesta de cámara | Música orquestal                     | 11:35    |
| 1954       | Ritratto di cita, música electroacústica (en colaboración con Bruno Maderna) | Música Electroacústica               | 30:00    |
| 1955       | Mimusique II, para orquesta | Música orquestal                     |          |
| 1955       | Mutazioni, música electroacústica | Música Electroacústica               | 03:30    |
| 1955-56    | Allelujah I, para orquesta (rehecho como Allelujah II, 1958) | Música orquestal                     | 09:30    |
| 1956       | Variazione II, Divertimento per Mozart, ""Ein Mädchen oder Weibchen"", para dos clarinetes tenores y cuerdas (arreglo de Mozart: Variations on the Papageno's Aria)"                                                         | Música instrumental (conjunto)       | 03:00    |
| 1956       | Quartetto, para cuerdas | Música de cámara (cuarteto)          | 09:00    |
| 1957       | Perspectives, música electroacústica | Música Electroacústica               | 07:00    |
| 1957       | Serenata I, flauta y 14 instrumentos | Música instrumental (conjunto)       | 11:00    |
| 1957       | Divertimento (con Maderna), para orquesta | Música orquestal                     | 12:00    |
| 1957-58    | Allelujah II, para 5 grupos instrumentales | Música instrumental (conjunto)       | 19:00    |
| 1958       | Sequenza I, para flauta | Música solista (flauta)              | 09:00    |
| 1958       | Thema (Omaggio a Joyce), música electroacústica, para cinta magnética | Música Electroacústica               | 07:00    |
| 1958-59    | Tempi concertati, para flauta, violín, dos pianos y conjunto | Música instrumental (conjunto)       | 16:00    |
| 1959       | Quaderni I, para orquesta | Música orquestal                     | 10:00    |
| 1959       | Differences, conjunto y cinta magnética | Música Electrónica                   | 17:00    |
| 1959-61    | Epifanies (rextos de Proust, Joyce, Machado, Simon, Brecht, Sanguineti), soprano y orquesta (revisado 1965; incorpora Quaderni I-III'. Incluye Bird Girl)                                                                    | Música vocal (orquesta)              | 30:00    |
| 1960       | Momenti, música electroacústica | Música Electroacústica               | 07:00    |
| 1960       | Circles (textos de E. E.Cummings de ""Poems"" 1923-54), soprano, arpa, 2 instrumentos de percusión. | Música vocal                         | 20:00    |
| 1961       | Visage, música electroacústica, cinta magnética | Música Electroacústica               | 21:00    |
| 1961       | Quaderni III, para orquesta | Música orquestal                     | 10:00    |
| 1961       | Quaderni II, para orquesta | Música orquestal                     | 09:00    |
| 1961       | Passagio, teatro musical, para soprano, coro y orquesta | Música escénica (opera)              | 35:00    |
| 1963       | Sequenza II, arpa (reutilizado como una parte solista en Chemins I, 1964) | Música solista (arpa)                | 08:00    |
| 1963-64    | Esposizione, para voces e instrumentos (esbozo; rehecho e incorporado en Laborintus II, 1965) | Música vocal                         |          |
| 1963-64    | Sincronie, cuarteto de cuerda | Música de cámara (cuarteto)          | 15:00    |
| 1963/65    | Laborintus II (texto de Edoardo Sanguineti), para tres voces de mujer, ocho actores, un recitador e instrumentos y cinta magnética (1965); incorporado y rehecho como versión de «Esposizione» (1963)                        | Música escénica (teatro)             | 35:00    |
| 1964       | Folk songs, para mezzosoprano y siete instrumentos (arreglada para mezzo y orquesta, 1973) | Música vocal (instrumentos)          | 30:00    |
| 1964       | Chemins I, para orquesta con arpa solista (la parte de arpa es Sequenza I) (1963) | Música orquestal                     | 12:00    |
| 1964       | Traces, teatro musical para soprano, mezzosoprano, dos actores, coro y orquesta (1963); esbozo; partes rehechas e incorporadas en Opera (1970)                                                                               | Música escénica (teatro)             |          |
| 1964       | Wasserklavier, piano (publicado como tercer movimiento de «Six encores» (1990) | Música solista (piano)               | 02:00    |
| 1966       | Gesti, para flauta dulce | Música solista (flauta dulce)        | 07:00    |
| 1966       | Arreglo de Monteverdi: Il Combattimento di Tancredi e Clorinda, para soprano, tenor, barítono, címbalo y cuarteto de cuerda                                                                                                  | Música vocal                         | 25:00    |
| 1966       | Sequenza V, trombón | Música solista (trombón )            | 08:00    |
| 1966       | Sequenza III, soprano | Música vocal (soprano)               | 08:00    |
| 1966       | Sequenza IV, piano | Música solista (piano)               | 09:00    |
| 1966       | Rounds, para clavecín (versión para piano, 1965) | Música solista (clavecín)            | 04:00    |
| 1967       | Chemins III, para orquesta, con viola solista | Música orquestal                     | 15:00    |
| 1967-68    | O King, soprano y cinco instrumentos (más tarde incorporada dentro de Sinfonía, 1968) | Música vocal                         | 05:00    |
| 1967       | Arreglo de Weill: Surabaya Johnny de Happy End (1929), para mezzosoprano e instrumentos. | Música vocal (instrumentos)          | 05:00    |
| 1967       | Arreglo de Weill: Ballade von der sexuellen Hörigkeit de Die Dreigroschenoper (1928), para mezzosoprano e instrumentos | Música vocal                         | 03:00    |
| 1967       | Arreglo de Weill: Le grand Lustucru de Marie Galante (1933), para mezzosoprano e instrumentos | Música vocal                         | 03:00    |
| 1967       | Chemins II (sur Sequenza IV), para viola y nueve instrumentos | Música instrumental (conjunto)       | 12:00    |
| 1967       | Sequenza VI, viola (reusada como parte solista en «Chemins II» (1967) y «Chemins III» (1968)) | Música solista (viola)               | 08:00    |
| 1967       | Beatles Songs. Arreglo de The Beatles, para Singstimme e instrumentos [1. Michelle. 2. Ticket to Ride. 3. Yesterday. 4. Michelle II. 5. Michelle II alt]                                                                     | Música vocal                         | 08:00    |
| 1968       | Sinfonía, 8 voces y orquesta (incorpora O King (1968); la versión estrenada en 1968 tenía cuatro movimientos y un quinto fue añadido en 1969.                                                                                | Música orquestal                     | 35:00    |
| 1969       | Arreglo de Purcell: The modification and instrumentation of a famous hornpipe as a merry and altogether sincere homage to uncle Alfred, para flauta u oboe, clarinete, percusión, clavecín, viola, chelo                     | Música orquestal                     | 01:00    |
| 1969       | Air, para soprano y orquesta (versión para piano, violín, viola y chelo (1970); movimiento de «Opera» (1970) | Música vocal (orquesta)              | 07:00    |
| 1969       | Questo vuol dire che, voz solista, coro, conjunto, cinta magnética | Música vocal                         |          |
| 1969       | Sequenza VIIa, oboe | Música solista                       | 10:00    |
| 1969-70    | Opera, teatro musical (incluye material de Traces (1963); Air (1970) y Melodrama (1970) pueden ser interpretado aisladamente; revisado en 1977, incluye Agnus (1971) y E vó (1972))                                          | Música escénica (opera)              | 90:00    |
| 1970       | Erdenklavier, piano (publicado como cuarto movimiento de «Six encores» (1990) | Música solista (piano)               | 02:00    |
| 1970       | Memory,, para 2 pianos eléctricos y percusión (revisado 1973) | Música instrumental (trío)           | 13:00    |
| 1970       | Chemins IIb, para orquesta (revisión de Chemins II (1967); reusada en Chemins IIc (1972) ) | Música orquestal                     | 11:00    |
| 1970       | Melodrama, para tenor y ocho instrumentos (movimiento de «Opera», 1970) | Música escénica (opera)              | 15:00    |
| 1971       | Bewegung, para orquesta (revisado 1984) | Música orquestal                     | 15:00    |
| 1971       | Ora, soprano, mezzosoprano, coro y orquesta | Música coral (orquesta)              |          |
| 1971       | Autre fois. Berceuse canonique pour Igor Stravinsky, para flauta, clarinete y arpa | Música instrumental (conjunto)       | 02:00    |
| 1971       | Agnus, para dos sopranos, tres clarinetes y órgano eléctrico (incorporado en la versión revisada de Opera (1977) | Música vocal                         | 05:00    |
| 1971       | Bewegung II, para barítono y orquesta (esbozo) | Música vocal (orquesta)              |          |
| 1971-72    | Recital I, para Cathy, para mezzosoprano y 17 instrumentos | Música vocal                         | 35:00    |
| 1972       | E vó, para soprano y ensemble (incorporado en la versión revisada de «Opera» (1977) | Música vocal                         | 04:00    |
| 1972       | Chemins IIc, para clarinete bajo y orquesta (Chemins IIb (1969) con una parte solista añadida) | Música orquestal                     | 11:00    |
| 1972       | Apres visage, para orquesta con cinta magnética | Música orquestal                     |          |
| 1972-73    | Concerto, para 2 pianos y orquesta, para orquesta | Música orquestal (concertante)       | 18:00    |
| 1973       | Still, para orquesta | Música orquestal                     |          |
| 1973/74    | Línea, para dos pianos, vibráfonos y marimba | Música instrumental (conjunto)       | 15:00    |
| 1973/74    | Eindrüücke, para orquesta | Música orquestal                     | 11:00    |
| 1974       | Musica leggera, canone per moto contrario e al rovescio, con un breve intermezzo flauta, viola y violonchelo | Música instrumental (conjunto)       | 05:00    |
| 1974       | Points on the curve to find..., para piano y 22 instrumentos (rehecho como Echoing Curves (1988) | Música orquestal (concertante)       | 16:00    |
| 1974       | Cries of London, para ocho voces | Música vocal                         | 12:00    |
| 1974       | Calmo - in memoriam Bruno Maderna, para mezzosoprano y 22 instrumentos | Música vocal (orquesta)              | 20:00    |
| 1974       | Per la dolce memoria de quel giorno, para cinta, ballet según "I Trionfi" de Petrarca | Música escénica (ballet)             | 80:00    |
| 1974/75    | A-ronne. A radiophonic documentary (texto de Edoardo Sanguineti) 8 voces, radioteatro | Música escénica (teatro)             | 32:00    |
| 1974/75    | Chants parallèles, música electroacústica, cinta magnética | Música electroacústica               | 15:00    |
| 1974/76    | Coro (texto de E. Sanguineti), coro y orquesta (extendido en 1977) | Música coral (orquesta)              | 56:00    |
| 1975       | Fa-Si, para organ | Música solista (órgano)              | 06:00    |
| 1975       | Quattro versioni originali della Ritirata Nottuma di Madrid de L. Boccherini sobrepuesta y transcrita | Música orquestal                     | 08:00    |
| 1975       | Sequenza VlII, violín (reutilizado en Corale, 1981) | Música solista (violín)              | 15:00    |
| 1975       | Chemins IV, para orquesta con oboe solista (la parte de oboe es Sequenza VII (1969); rehecho para saxofón soprano y orquesta (2000)                                                                                          | Música orquestal                     | 10:00    |
| 1975       | Diario immaginario (texto de Vittorio Sermonti sobre «Le malade imaginaire» de Molière), pieza radiofónica, para voz, coro y orquesta sobre cinta                                                                            | Música escénica (radiofónica)        | 31:00    |
| 1976/77    | Ritomo degli Snovidenia, para violonchelo y 30 instrumentos | Música instrumental (conjunto)       | 19:00    |
| 1977       | Duo, soprano y violonchelo. | Música vocal                         |          |
| 1977       | Fantasía, para orquesta | Música orquestal                     |          |
| 1977/78    | La vera storia, ópera para soprano, mezzosoprano, tenor, barítono, bajo, conjunto vocal y orquesta (incorpora «Scena» (1979) y «Entrata» (1980)                                                                              | Música escénica (opera)              | 120:00   |
| 1978       | Les mots sont allés, recitativo para violonchelo | Música solista (violonchelo)         | 05:00    |
| 1978       | Arreglo de Falla: Siete canciones populares españolas, para mezzosoprano y orquesta. | Música vocal                         | 18:00    |
| 1978       | Encore, para orquesta (revisado 1981) | Música orquestal                     | 05:00    |
| 1979/81    | Scena (incorporado en «La vera storia», 1981), para mezzosoprano, bajo, coro mixto y orquesta | Música orquestal                     | 30:00    |
| 1979/83    | Duetti per due Violini, para dos violines (hay algunos arreglados para guitarra) | Música solista (violín)              | 70:00    |
| 1979/83    | Un re in ascolto (Un rey que escucha), teatro musical | Música escénica (ópera)              | 90:00    |
| 1980       | Entrata (incorporado a La vera storia, 1981) | Música orquestal                     | 03:00    |
| 1980-81    | Accordo, para conjunto de viento y percusión (para cuatro grupos de 26 instrumentos (el número puede multiplicarse, y Berio prefería un total de al menos 400 instrumentos)                                                  | Música orquestal                     | 30:00    |
| 1980       | Sequenza IXa, para clarinete (extraído de Chemins V, 1980) | Música solista (clarinete)           | 08:00    |
| 1980       | Chemins V, para clarinete y el sistema digital 4C, desarrollado por Peppino del Giugno | Música solista (clarinete)           | 20:00    |
| 1981       | Corale, para violín, dos cornos y cuerdas (la parte del violín es «Sequenza VIII», 1975) | Música instrumental (conjunto)       | 15:00    |
| 1981       | Sequenza IXb, para saxofón alto | Música solista (saxofón)             | 08:00    |
| 1982       | Fanfara, para orquesta | Música orquestal                     | 02:00    |
| 1982       | Duo - "teatro immaginario", para barítono, dos violines, coro y orquesta (estudio para Un re in ascolto (1984)" | Música escénica (teatro)             | 30:00    |
| 1983       | Lied, para clarinete | Música solista (clarinete)           | 04:00    |
| 1983-85    | Requies, para orquesta de cámara | Música orquestal                     | 15:00    |
| 1984       | Voci (Folk Song II), para viola y dos grupos de instrumentos | Música orquestal (concertante)       | 30:00    |
| 1984       | Sequenza X, para trompeta y piano amplificado | Música instrumental                  | 15:00    |
| 1984/86    | Arreglo de Brahms: Opus 120 nº 1, para clarinete alto y orquesta | Música orquestal (concertante)       | 25:00    |
| 1985       | Luftklavier, para piano (publicado como quinto movimiento de «Six encores» (1990) | Música solista (piano)               | 02:00    |
| 1985       | Call, para dos trompetas, corno francés, trombón y tuba | Música instrumental (conjunto)       | 04:00    |
| 1985       | Terre chaleureuse, para quinteto de viento (escrita para los 60 años de Pierre Boulez). | Música instrumental (conjunto)       |          |
| 1985/86    | Naturale, acción musical sobre una melodía siciliana, para viola, percusión y grabaciones de música folclórica siciliana | Música escénica (teatro)             | 20:00    |
| 1985/87    | Ricorrenze, para quinteto de viento | Música instrumental (conjunto)       | 15:00    |
| 1986       | Orquestación de Mahler: 5 frühe Lieder, para barítono y orquesta | Música orquestal                     | 13:00    |
| 1986       | Orquestación de Brahms: Sonata para clarinete y orquesta | Música orquestal                     |          |
| 1986       | Gute Nacht, para trompeta | Música solista (trompeta)            | 01:00    |
| 1987       | Formazioni, para orquesta | Música orquestal                     | 20:00    |
| 1987       | Arreglo de Hindemith: Wir bauen eine Stadt (opéra para niños), para: a) niños y dos pianos; b) niños y orquesta de cámara | Música vocal                         | 12:00    |
| 1987       | Comma, para clarinete en mi bemol, para Francois Lesure | Música solista (clarinete)           |          |
| 1987       | Orquestación de Mahler: 6 frühe Lieder, para barítono y orquesta | Música vocal (orquesta)              | 22:00    |
| 1987/96    | Outis (Nadie) Azione musicale in due parti | Música escénica (opera)              | 115:00   |
| 1988       | LB.AM.LB.M.W.D.IS.LB, para orquesta | Música orquestal                     |          |
| 1988       | Sequenza XI, para guitarra | Música solista (Guitarra)            | 10:00    |
| 1988       | Ecce: musica per musicologi, de Guido d'Arezzo, para voces de mujeres, de hombres y campanas (para el XIV Congreso de la Société Internationale de Musicologie)                                                              | Música vocal                         |          |
| 1988       | Concerto II. Echoing Curves, para piano y orquesta (revisión de Points on the curve to find... (1974) | Música orquestal (concertante)       | 25:00    |
| 1988/92    | Ofanim, para coro de niños, conjunto, voz femenina y música electrónica en vivo (revisado 1997) | Música vocal                         | 45:00    |
| 1989       | Feuerklavier, para piano (publicado como sexto movimiento de «Six encores» (1990) | Música solista (piano)               | 03:00    |
| 1988       | Canticum Novissimi Testamenti I. Balada para coro | Música coral                         |          |
| 1989       | Canticum Novissimi Testamenti II. Balada para 8 voces, 4 clarinetes y cuarteto de saxofón | Música instrumental (conjunto)       | 20:00    |
| 1989       | Festum, para orquesta | Música orquestal                     | 02:00    |
| 1989       | Psy, para contrajo | Música solista                       | 02:00    |
| 1989       | Continuo, para orquesta (revisado 1991) | Música orquestal                     | 20:00    |
| 1989       | An die Musik di Franz Schubert, para coro y pequeña orquesta, en homenaje a Daniel Barenboim | Música vocal                         |          |
| 1989/90    | Rendering, para orquesta (orquestación de los esbozos de la Décima sinfonía de Schubert) | Música orquestal                     | 33:00    |
| 1990       | Arreglo de Verdi: Otto Romanze (versión para tenor y orquesta) | Música vocal (orquesta)              | 25:00    |
| 1990       | Six Encores, para piano (incluye Brin (1990), Leaf (1990), Wasserklavier (1965), Erdenklavier (1969), Luftklavier (1985) y Feuerklavier (1989)                                                                               | Música solista (piano)               |          |
| 1990       | Brin, para piano (primer movimiento de «Six encores» (1990) | Música solista (piano)               | 01:30    |
| 1990       | Leaf, para piano (segundo movimiento de «Six encores» (1990) | Música solista (piano)               | 02:00    |
| 1991/92    | Epiphanies, para voz femenina y orquesta | Música vocal (orquesta)              | 40:00    |
| 1993       | Rage and Outrage, para voces y orquesta (arreglo de canciones sobre el caso Dreyfus ) | Música vocal (orquesta)              |          |
| 1993       | Sequenza VIIIb para saxofón soprano (arreglo por Claude Delange) | Música solista                       | 10:00    |
| 1993       | Notturno (Quartetto III) para cuarteto de cuerda (rehecho para orquesta de cuerda, 1995) | Música de cámara (cuarteto)          | 26:00    |
| 1994       | Compass. Ballett fur piano y orquesta | Música orquestal (concertante)       | 45:00    |
| 1994       | There is no tune (para coro de cámara) (texto de Talia Pecker Berio) | Música vocal                         | 08:00    |
| 1994       | Twice upon. (teatro sin palabras para seis grupos de niños) | Música escénica (opera)              | 25:00    |
| 1995       | Hör, para coro y orquesta (prólogo de Réquiem der Versöhnung,un trabajo colaborativo de 14 compositores | Música orquestal                     | 05:00    |
| 1995       | Re-call, para grupo instrumental | Música instrumental (conjunto)       | 05:00    |
| 1995       | Vor, während, nach Zaide (comentario sobre una ópera de W. A. Mozart) | Música escénica (opera)              | 20:00    |
| 1995       | Shofar (texto de Paul Celan), para coro y orquesta | Música coral (orquesta)              | 07:00    |
| 1995       | Sequenza XII, para fagot | Música solista (fagot)               | 19:00    |
| 1995/96    | Sequenza XIII, para acordeón | Música solista (acordeón)            | 12:00    |
| 1995/96    | Kol Od - Chemins VI, para trompeta y conjunto (la parte de la trompeta es Sequenza X, 1996) | Música instrumental (conjunto)       | 20:00    |
| 1996       | Récit - Chemins VII, para saxofón alto y orquesta | Música orquestal (concertante)       | 15:00    |
| 1996       | Ekphrasis - Continuo II, para orquesta | Música orquestal                     | 30:00    |
| 1996/97    | Glosse, para cuarteto de cuerda | Música de cámara (cuarteto)          | 06:00    |
| 1997       | Alternatim, para clarinete, viola y orquesta | Música orquestal (concertante)       | 30:00    |
| 1998       | Sequenza IXc, para clarinete bajo (arr. Por Rocco País) | Música solista                       | 13:00    |
| 1998/99    | Korót, para ocho chelos | Música instrumental (conjunto)       | 09:00    |
| 1999       | Cronaca del Luogo (Crónica de Dios) Azione musicale | Música escénica (opera)              | 90:00    |
| 1999       | Altra voce (texto de Talia Pecker Berio), para flauta, mezzosoprano y electrónica en vivo | Música vocal                         | 12:00    |
| 1999//2000 | SOLO, para trombón y orquesta | Música orquestal (concertante)       | 22:00    |
| 2000       | Interlinea, para el 75 aniversario de Pierre Boulez, para piano | Música solista (piano)               | 04:09    |
| 2001       | Turandot, III ACTO (Santa Cruz de Tenerife, 26 de enero de 2002) | Música escénica (ópera)              |          |
| 2001       | Albumblatt, para violín, acordeón y contrabajo) (para los 70 años de Mauricio Kagel) | Música instrumental (trío)           |          |
| 2001       | Chanson, para violonchelo solo. Para los 75 años de Pierre Boulez. | Música solista (violonchelo)         |          |
| 2001       | Orquestación de J.S. Bach: Contrapunctus XIX (Die Kunst der Fuge) | Música orquestal                     | 08:00    |
| 2001       | Alois |                                      |          |
| 2001       | Sonata, para piano | Música solista (piano) (Sonata)      | 26:00    |
| 2002       | Sequenza XIV, para violonchelo | Música solista (violonchelo)         | 13:00    |
| 2002       | E si fussi pisci, para coro a capela | Música coral (capella)               | 02:00    |
| 2003       | Stanze, para barítono, 3 coros masculinos pequeños (TTTBBB) y orquesta | Música coral (orquesta)              | 25:00    |